# Chó Pluto (Disney)
Pluto (thường được biết đến như Chó Pluto) là một nhân vật trong phim hoạt hình do Công ty Walt Disney tạo ra. Pluto là một chú chó có màu vàng cam, kích thước trung bình, lông ngắn với đôi tai dài màu đen. Không giống như hầu hết các nhân vật Disney khác, Pluto không được nhân hóa ngoài một số đặc điểm như nét mặt. Cậu là thú cưng của chuột Mickey và thuộc giống chó lai tạp. Xuất hiện lần đầu tiên với tư cách là một con chú chó săn trong phim hoạt hình của chuột Mickey là The Chain Gang. Cùng với chuột Mickey, Chuột Minnie, Vịt Donald, vịt Daisy và Goofy, Pluto là một trong "Six Sensational"—các ngôi sao lớn nhất trong vũ trụ Disney. Mặc dù cả sáu đều là động vật không phải con người, nhưng riêng Pluto thì không mặc quần áo như một con người.
Pluto ra mắt trong phim hoạt hình và góp mặt trong 24 phim về Chuột Mickey trước khi chính thức có loạt phim riêng vào năm 1937. Pluto đã xuất hiện trong 89 phim ngắn từ năm 1930 đến năm 1953. Một số đã được đề cử cho Giải thưởng của Viện hàn lâm, bao gồm The Pointer (1939), Squatter's Rights (1946), Pluto's Blue Note (1947), và Mickey and the Seal (1948). Trong đó có Lend a Paw (1941) đã thắng giải năm 1942. Vì Pluto không biết nói nên phim của cậu ấy thường dựa trên sự hài hước về mặt thể chất. Điều này khiến Pluto trở thành nhân vật tiên phong trong làng hoạt hình, bằng cách thể hiện cá tính thông qua hoạt động hơn là đối thoại.
Giống như tất cả các bạn diễn, chó Pluto đã xuất hiện rộng rãi trong truyện tranh nhiều năm qua kể từ lần xuất hiện lần đầu tiên vào năm 1931. Cậu trở lại hoạt hình màn ảnh rộng vào năm 1990 với The Prince and the Pauper và trong một số bộ phim video trực tiếp. Pluto cũng xuất hiện trong loạt phim truyền hình  Mickey Mouse Works (1999–2000),  Nhà của chuột (2001–2003), Ngôi nhà vui vẻ của chuột Mickey (2006–2016), Mickey Mouse Mixed-Up Adventure (2017–2021) còn những phim ngắn về Chuột Mickey (2013–2019) cùng với kế nhiệm Thế giới kỳ diệu của chuột Mickey (2020–2023), Mickey Mouse Funhouse (2021–2025) và Mickey Mouse Clubhouse+ (2025-nay).
Năm 1998, bản quyền của Disney đối với Pluto đáng lẽ hết hạn vào năm 2003, đã được gia hạn bằng việc thông qua Đạo luật Gia hạn Thời hạn Bản quyền Sonny Bono. Disney cùng với các hãng phim khác đã vận động hành lang để thông qua đạo luật nhằm bảo vệ bản quyền của họ đối với các nhân vật như Pluto trong 20 năm nữa.

## Xuất hiện

Bone Trouble (1940); Butch Bulldog là đối thủ thường trực của Pluto

### Công viên Disney

Pluto như trong Toontown tại Disneyland, California.